# Micantulina stigmatipennis
Micantulina stigmatipennis är en insektsart som först beskrevs av Étienne Mulsant och Claudius Rey 1855.  Micantulina stigmatipennis ingår i släktet Micantulina och familjen dvärgstritar. Inga underarter finns listade i Catalogue of Life.